# Don't Be Stupid (You Know I Love You)
Singles de Shania Twain
Love Gets Me Every Time
(1997) You're Still the One
(1998)
Singles par Shania Twain international
You've Got a Way
(1999) I'm Gonna Getcha Good!
(2002)
Don't Be Stupid (You Know I Love You) est un single de Shania Twain sorti en 1998.